# Agnesviertel
Das Agnesviertel in Köln ist der nördlichste Teil des Stadtteils Neustadt-Nord und gehört zum Stadtbezirk Innenstadt. Es ist benannt nach der in neugotischem Stil errichteten Pfarrkirche St. Agnes, die zur Wende in das 20. Jahrhundert zentral in dem zuvor durch den Stadtbaumeister Stübben erschlossenen Vorstadtgelände auf dem Neusser Platz errichtet wurde. Das Bauwerk ist die zweitgrößte Kirche Kölns und wurde auf Wunsch seines Stifters Peter Joseph Roeckerath zur Erinnerung an seine verstorbene Frau Agnes der heiligen Agnes geweiht.

Neusser Straße mit Pfarrkirche St. Agnes, 1907

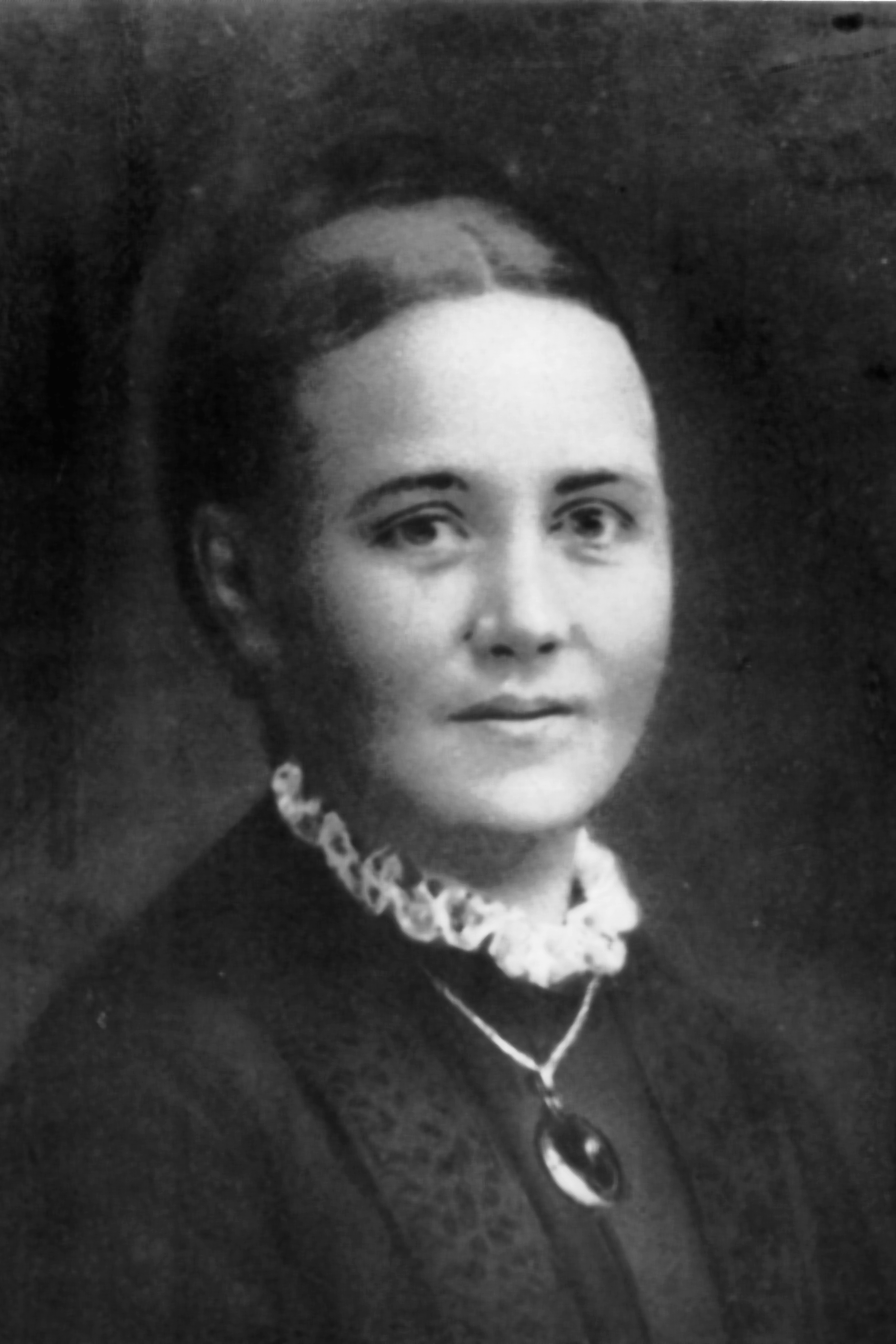
Agnes Roekerath, 1846 bis 1890

## Lage
Wichtigste Straße im Agnesviertel ist die vom Ebertplatz in nördlicher Richtung verlaufende Neusser Straße, die das gesamte Viertel bis über die Innere Kanalstraße hinaus durchquert. Das Agnesviertel wird im Norden durch die Innere Kanalstraße, im Osten durch die Riehler Straße, im Süden durch Theodor-Heuss-Ring und Hansaring sowie im Westen durch die Alte Feuerwache begrenzt.

## Topographie

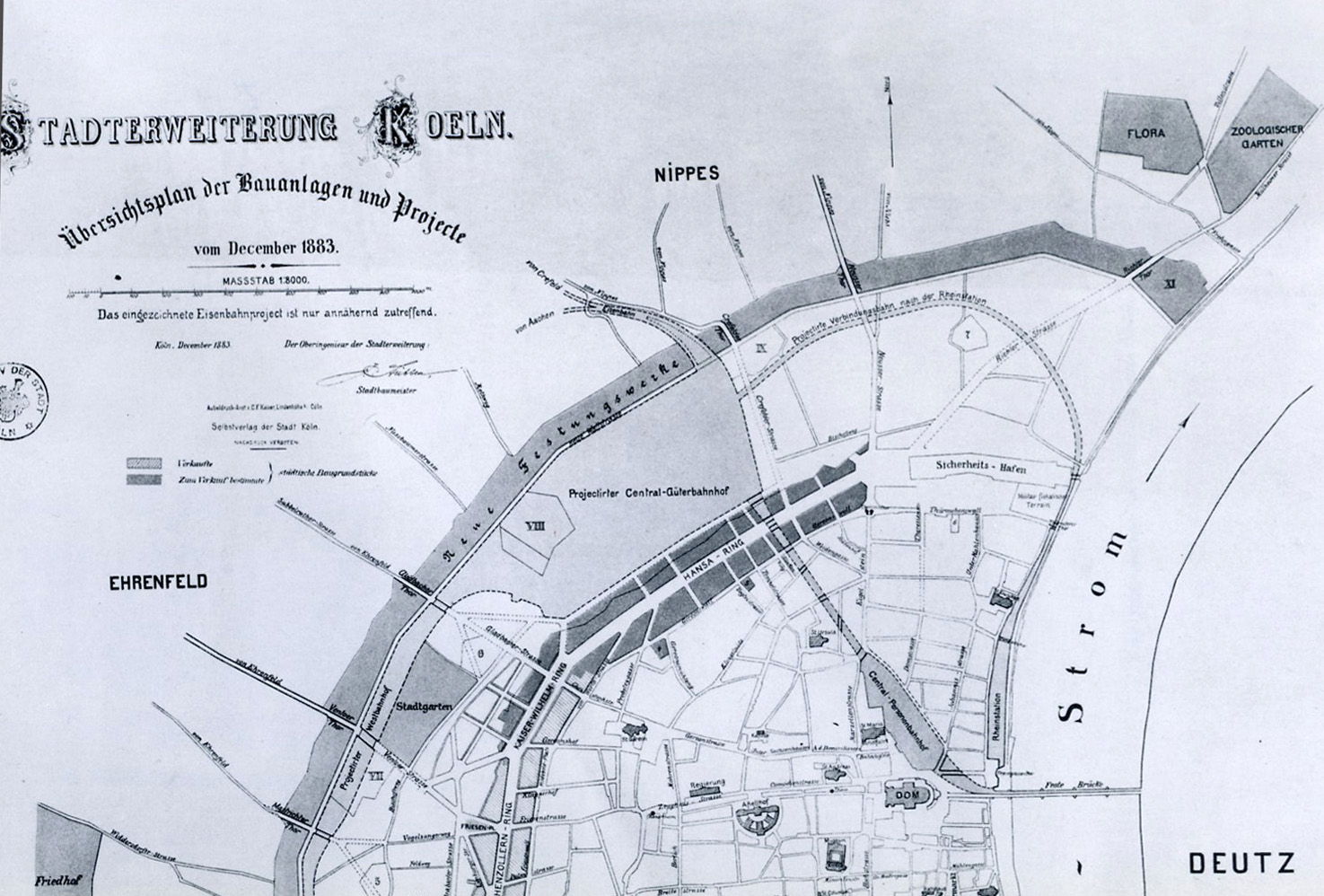
Plan der entstehenden Neustadt-Nord 1883

Das vor seiner Entstehung nur spärlich bebaute und vorwiegend als Ackerland dienende Gelände des Viertels wird an seiner Ostseite vom Rhein begrenzt. Es weist keine natürlichen Anhöhen auf und wird von keinen Fließgewässern durchzogen.
Stadtauswärts schließen sich dem Agnesviertel jenseits der Inneren Kanalstraße die ihm vorgelagerten Stadtteile Nippes und Riehl an, die durch mehrere das Viertel durchziehende Radialstraßen mit der Innenstadt verbunden sind. Von diesen Straßen übernahm die Neusser Straße die Rolle der Hauptstraße und entwickelte sich zur bedeutendsten Geschäftsstraße. Die Abgrenzung zur Altstadt bildet die nördliche Ringstraße mit deren Teilstücken Theodor-Heuss-Ring und Hansaring und dem zwischen diesen gelegenen Ebertplatz, der zugleich der größte Verkehrsknotenpunkt des Viertels ist. Die Trasse der Eisenbahnlinie entlang der Krefelder Straße trennt das Viertel von der restlichen nördlichen Neustadt.
Innerhalb dieser Grenzen entwickelte sich ein Viertel, das an den älteren Straßenzügen seines Kerngebietes eine geschlossene, überwiegend von Wohnbauten bestandene Bauweise aufweist. Im Gegensatz hierzu, vorwiegend an der dem Rhein zugewandten Seite des Viertels, ist die Bebauung aufgelockert. Hier entstand eine Mischbauweise, in der sich, durchsetzt von viel „Grün“, Villengrundstücke, Hochhausbauten diverser Konzerne und Verwaltungsgebäude aneinanderreihen.

## Entstehungsgeschichte

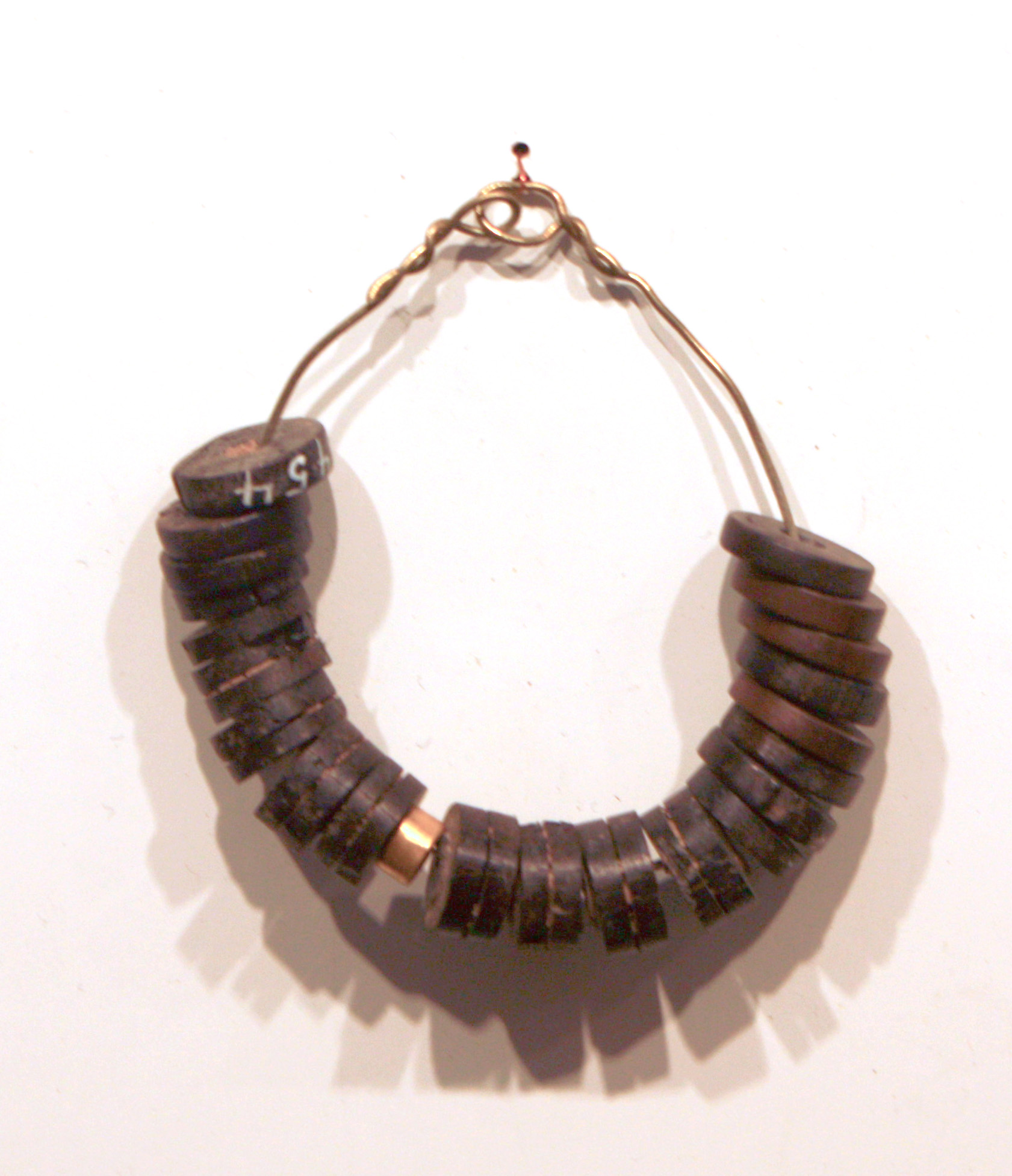
Halskette aus Gagatplättchen und einem vergoldeten Ring. Fundort: Neusser Straße

### Römische Spuren
Die Trasse der vormaligen nördlichen Heerstraße verlief über die Neusser Straße und setzte sich (in Höhe der heutigen Agneskirche) über die Niehler Straße als Limesstraße zwischen der niedergermanischen Metropole Colonia Claudia Ara Agrippinensium nach Novaesium, dem Legionslager Neuss, fort.
An dieser vom Nordtor über die Marzellenstraße und den Eigelstein führenden Ausfallstraße befand sich wie im Süden und Westen vor der antiken Stadt ein langgestrecktes Gräberfeld, dessen Belegung überwiegend in der zweiten Hälfte des ersten Jahrhunderts erfolgte.
Zwar lag das Bestattungszentrum der nördlichen Nekropole nahe dem Nordtor der römischen Stadtmauer auf dem Gelände rund um die spätere Kirche St. Ursula, jedoch fanden sich auch Spuren der Römer im Bereich des Agnesviertels. Beschrieben wurden schon zum Ende des 19. Jahrhunderts an der Neusser-Ecke Schillingstraße aufgefundene Skelettgräber mit Beigaben aus dem 3. Jahrhundert, deren Tote in südnördlicher Richtung liegend bestattet worden waren. Beim Bau der Agneskirche legte man mehrere Aschenkisten frei, davon eine, die zweiteilig gearbeitet worden war, die man nach der Fertigstellung der Kirche in den sie umgebenden Anlagen aufstellte. Bei diesen Grabungen fand man Ton- und Glaswaren; dagegen barg man an einer weiteren Fundstelle am Beginn der Neusser Straße die verwitterte Inschrift eines Grabmals. Eine weitere Beigabe kultischer Art war eine stark zerstörte Statue eines den Adler des Zeus tränkenden Ganymed, die in Richtung Nippes gefunden wurde. Eine Grabung am Neusser Wall (in Höhe der Kirche) brachte neben zwei Leuchtern aus Bronze das Exemplar eines Jagdhundes, eine rohe Statue des Herkules, eine bronzene Schreibfeder und eine durchscheinende Glasflasche zu Tage, die die Form eines Schweinchens hatte, dessen Konturen und Augen durch braune Glasfäden betont worden waren. Auch auf der heutigen Niehler Straße, der Fortsetzung der ehemaligen Heerstraße (hinter der Agneskirche), wurde man fündig. Man barg zwei lebensgroße männliche Porträtköpfe, die als Büsten Gräber geschmückt hatten, sowie Bruchstücke eines Grabmals.
Wie die nebenstehende Abbildung zeigt, befanden sich unter vielen geborgenen Dingen des täglichen Lebens auch Schmuckarbeiten in vielfältiger Form. Die Fülle der erhaltenen Informationen durch entzifferte Inschriften, der Deutung von Gebrauchsgegenständen, die Datierung der Materialien und Verarbeitungsformen vermittelten den Forschern ein Bild der Lebensumstände der damaligen Zeit. Einige dieser Objekte wurden in der Dauerausstellung des Römisch-Germanischen Museums in Köln präsentiert.

### Vom Mittelalter zur Neuzeit

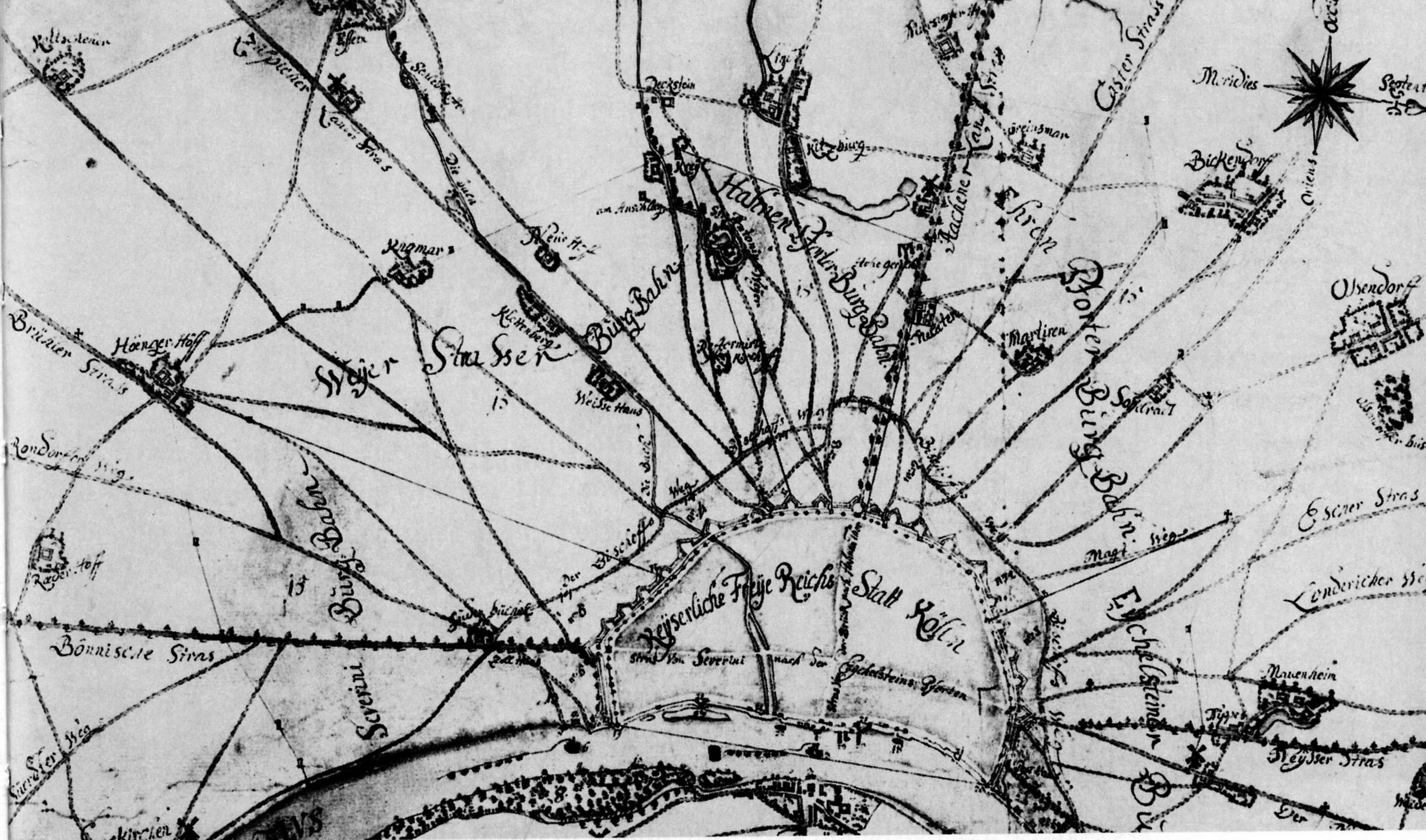
Kölner Schweid und Bischofsweg 17. Jahrhundert

Die Feldfluren der frühen Stadt waren die der Ringmauer vorgelagerten, kaum besiedelten Flächen, die auch als Schweid bezeichnet wurden. Der überwiegende Teil der Angaben zu Orten, Bezeichnungen oder Vorkommnissen in den Gebieten dieser Randzonen belegen Einträge in den eigens für diese in den jeweiligen Bezirken geführten Schreinsbücher der insgesamt fünf ab dem 13. Jahrhundert gegründeten Bauerbänke, deren Mitglieder sich aus Grundbesitzern und Pächtern zusammensetzten. Die vor der Gründung einer solchen Organisation für den Bezirk Eigelstein (1391 durch den Rat gegründet, 1798 durch die französische Verwaltung aufgehoben) zitierten Flureinträge wurden nach Keussen kirchlichen Urkunden, im Fall des Bezirks Eigelstein denen des Archives von St. Kunibert, entnommen.

#### Erste Erwähnung als „Artland“
Das heutige der Eigelsteintorburg und der damaligen Vorstadt Niederich vorgelagerte Gelände wurde bereits im Hochmittelalter als fruchtbares Ackerland (Artland, von den Stadtbewohnern und in den Quellen auch Wasserland genannt) bezeichnet, das offenbar zu großen Teilen Besitz des Stifts St. Kunibert war. So hieß es im Jahr 1227 in einer Urkunde: „3 iugera extra portam prope Egilsteine zahlen den Zehnten an S. Cunibert, ein Morgen wird in Weingarten verwandelt.“
Weitere Urkunden vermitteln Einzelheiten zu Gegebenheiten in dieser frühen Zeit des späteren Agnesviertels. So wurde 1336 die Gegend als „terra in campis apud Eygilsteyn“ bezeichnet und 1376 wurde ein Garten explizit in Verbindung mit der Torburg als Ortsangabe beschrieben als „terra arabilis extra portam Eygelsteine iuxta ortum Cristine“. 1404 beschrieb man das Gelände vor der Torburg als „Artland by ver Stynen garden, ind schiessent up den oeversten wech zu Mauwenhem wert“ (dem heutigen Stadtteil Köln-Mauenheim). 1415 wurde das Gelände als Wasserland bezeichnet, die Schreinseintragung lautete: „dat Wasserlant vur der Egelsteyns portzen by Stynen garden“. 1444 wurde der heutige Stadtteil Köln-Niehl erwähnt, es hieß (wohl den nördlichen Teil des Gebietes betreffend) „Artlant buyssen dem Egelsteyne … zo Nyele wert“.
Fast einhundert Jahre nach der ersten Erwähnung des „Garten Christine“ wurde es 1474 als Besitz des Herrn Buytzen beurkundet und trug nun den Namen „by ver Stynen garden, et vocantur hern Buytzen landt“. 1482 verwies ein Eintrag auf die für die Stadtbewohner übliche Bezeichnung der Gegend, die das Artland als „dat Wasserlant“ bezeichneten. 1494 wurde ein Gelände als „bij frauwen Stijnen garden zor stede wert“ genannt, und mit einem Vermerk von 1497 enden die Schreinseinträge zur Feldflur vor dem Eigelstein. Dieser führt drei Morgen Artland an, genannt „der Berch buyssen der Eigelsteinsportzen“.

#### Markscheide Bischofsweg
In diesem Vorland bildete der nördliche Teil des die Stadt umziehenden Bischofswegs im 15. Jahrhundert die landseitige Mark- oder Grenzscheide zwischen dem reichsstädtischen und kurkölnischen, also bischöflichen Gebiet. Zu dieser Zeit wurde der Weg als „des bischoffs straisse“ oder auch „des buschoffs wech“ bezeichnet. Er lag zur Landseite hin von der Ringmauer und begrenzte die städtischen Feldfluren vom nördlichen Bezirk Eigelstein bis zum Bezirk Severin im Süden.

#### Alte Straßen- und Wegebezeichnungen
An der Weggabelung der Straßen nach Nippes und dem alten linksrheinischen Merheim, dem heutigen Köln-Weidenpesch, sowie der heutigen Niehler Straße, die schnurgerade über den Weiler „Schorrenstein“ und weiter entlang des „Weidenpesch hofes“ nach „Niel“ an den Rhein führte (siehe Tranchotkarte), stand seit 1675 das Kevelaerkreuz genau dort, wo heute der Turm von St. Agnes steht.

### Neuzeit und Zollgrenzen

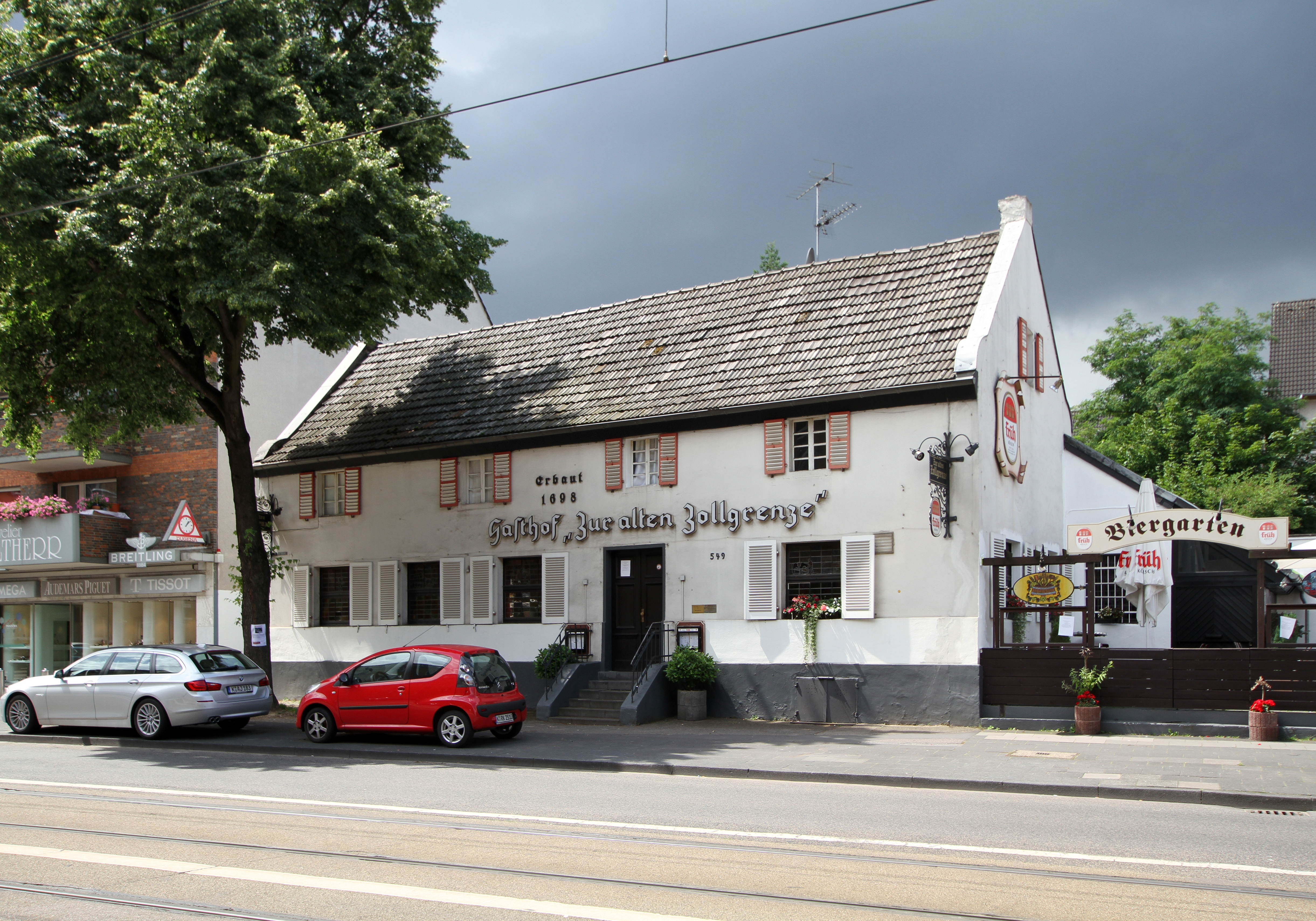
Heutiger Gasthof „Zur alten Zollgrenze“ in Weidenpesch. Das 1698 errichtete Gebäude erinnert durch seinen Namen an die „Kurkölnische Zeit“

Westlich und nördlich des Bischofsweges war das Land vor dem Eigelstein im Wesentlichen von der im „kurkölnischen“ gelegenen Herrlichkeit Mauenheim umgeben, deren zumeist dem Stift St. Kunibert unterstehenden Liegenschaften in der Franzosenzeit von der Säkularisation betroffen waren. Bis zu dieser Zeit kam es zwischen der Stadt und dem Gebiet Kurkölns häufig zu kleineren und größeren Auseinandersetzungen.
Der Zoll zu „Merheim“, der in dem ehemals linksrheinischen Vorort postiert war und eine Gehstunde von den Kölner Stadtmauern entfernt lag, war von der Stadt Köln gepachtet worden und dann an das Eigelsteintor verlegt worden. Dies bedeutete, dass alle zwischen dem nördlichen Merheim (dem späteren Weidenpesch) und Köln liegende Höfe mit ihren Erzeugnissen, aber auch die Produktionen der in diesem Gebiet liegenden Ziegeleien der dortigen Lehmkaulen (1477 Land „up der alder Leymkule up der Neilrestraissen“), die in die Stadt transportiert wurden, von den Forderungen kurkölnischer Landzöllner befreit waren. Dennoch kam es häufig zu Übergriffen der Zöllner, die geltendes Recht verletzten und dadurch Klagen und gerichtliche Auseinandersetzungen auslösten.
Beispielgebend war ein 1740 begonnener jahrelanger Rechtsstreit wegen eines beschlagnahmten Pferdes und eines mit Ziegelsteinen beladenen Karrens, weil ein verlangter Zoll von vier Albus pro Karrenladung nicht gezahlt worden war. Die Steine waren für die St. Achatius zu St. Andreas bestimmt. Sie waren in einem Ziegelofen am Bischofsweg vor der Eigelsteinpforte, also auf stadtkölnischem Territorium gebrannt worden.
In der gerichtlichen Auseinandersetzung um 1740 wurde von der beklagten Partei des kurkölnischen Landzöllners eine Aufhebung der kurkölnischen Zollhoheit in dem strittigen Gebiet nicht anerkannt. Sie verwies auf die Zollstöcke zu Godorf am Judenbüchel vor dem Severinstor und verlangten für den Zoll zu „Merheim“ sowie für den am Bischofsweg vor der Eigelsteinpforte die gleichen Rechte, wie sie in allen kurkölnischen Territorien angewandt wurden. Die Stadt Köln als Kläger verlangte freie Wareneinfuhr aus dem Gebiet des Burgbanns und verwies auf die erhaltenen Zusagen der Kaiser Karl V. bis Karl VI., sowie auf Urkunden Kaiser Friedrichs III. von 1475, Friedrichs II. von 1242, Erzbischof Friedrichs von 1393 und die des Erzbischofs Heinrichs von 1229.

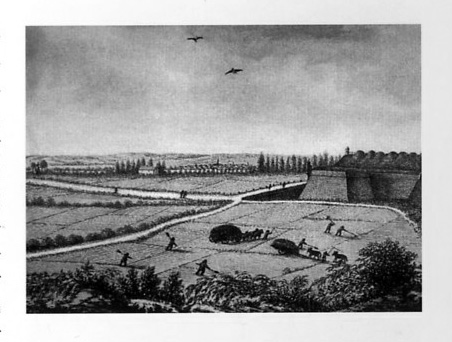
Vorgelände der Bastion des Eigelsteintores zum Ende des 18. Jahrhunderts

Die Zollkontrollen für die aus dem nördlichen Vorland eintreffenden Waren fanden wahrscheinlich am Außenwerk des Eigelsteintores statt, dessen erstes feldseitiges Außentor mit Innenhof 1402 erwähnt wurde. Spätere Ansichten von 1571/72 und 1642 zeigten einen achtseitigen Vorhof mit äußerem Graben, der mit drei Türmen und einem Kavalierbau ausgestattet war und auf Baumaßnahmen der Jahre 1474/76 beruhte. Die Außenanlagen waren jedoch ständig erweitert und bis 1613 verbessert worden, aber sie wurden danach durch ein spitzwinkliges Erdwerk ersetzt. Diese Wehranlage hatte zwei Terrassen und ragte, umgeben von dem äußeren Graben, in freies unbebautes Vorland, wie es noch zum Ende des 18. Jahrhunderts auf einer Tuschzeichnung „Laporteries“ zu sehen ist. Mit dem Einzug der Franzosen im Rheinland und Köln verschwanden auch die bisherigen Zölle. Ein dortiges bereits 1614 errichtetes Wachthaus wurde 1826 nach der Franzosenzeit von der preußischen Verwaltung unter dem städtischen Architekten Peter Schmitz abgebrochen.

### Änderungen in französischer Zeit

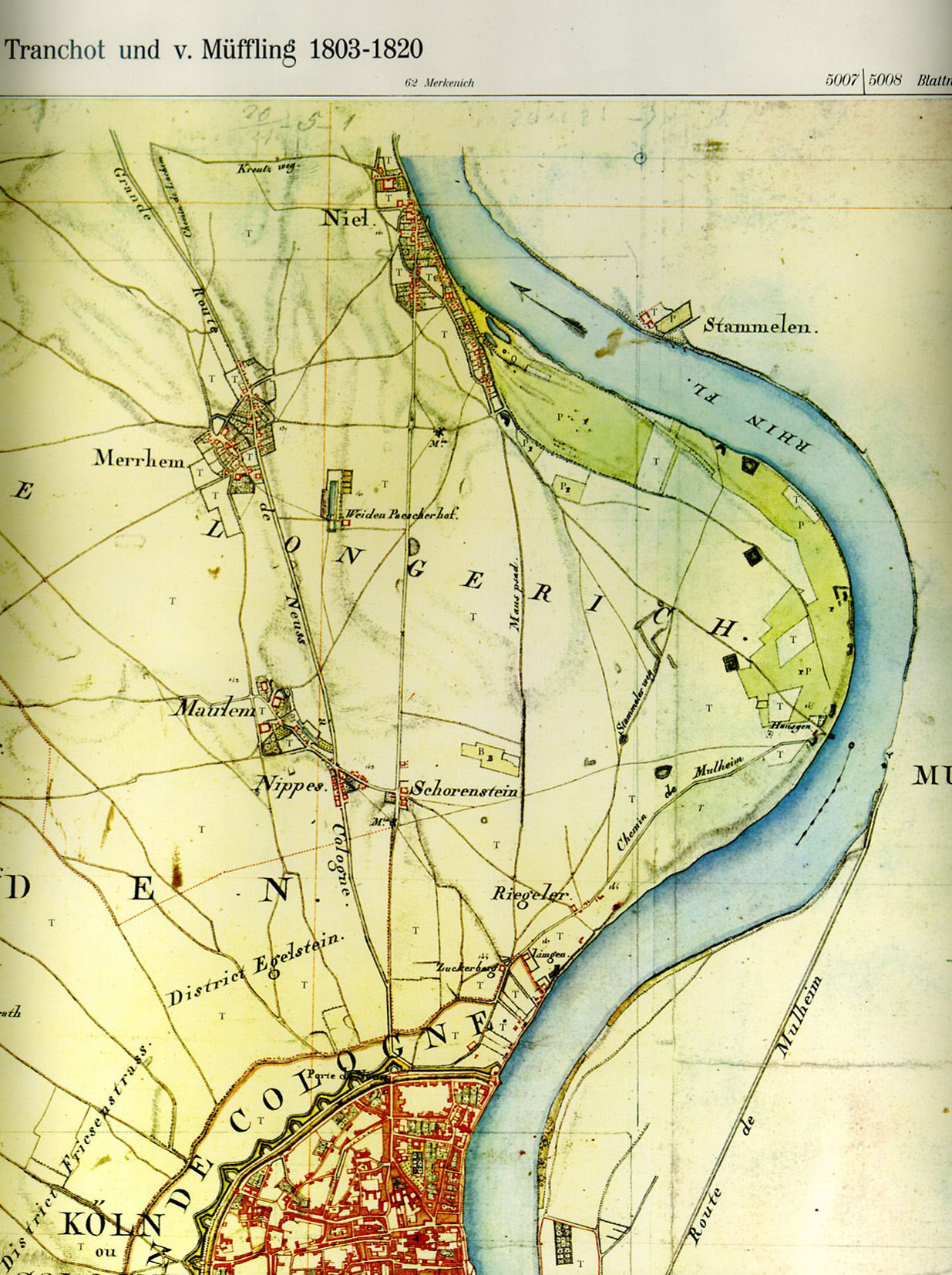
Ausschnitt der Tranchotkarte, Kölner Norden 1803–20

Der Bischofsweg bildete in französischer Zeit die Kantonsgrenze und blieb bis zu der ersten Eingemeindung der Neuzeit im Jahre 1883 (Areal der Kölner Neustadt) die Grenze zwischen der Stadt Köln und den anschließenden Gemeinden oder Landkreisen. Er folgte hier in seinem Verlauf etwa in der Flucht der heutigen Maybachstraße, Schillingstraße und Sedanstraße; am Ende der Sedanstraße knickte er nach Norden ab und verlief parallel zum Rhein bis nach Riehl.

### Preußisches Köln
Nach der französischen Epoche während der dann einsetzenden regen Bautätigkeit unter der preußischen Verwaltung wurden für die städtebaulichen Planungen und Ausführungen Stadtbaumeister zuständig. Sie waren im Gegensatz zu den zuvor häufig mit diesen Aufgaben betrauten Ingenieuren ausgebildete Architekten, die nun, abgesehen von Restaurierungen mittelalterlicher Anlagen, mit ihren Entwürfen das Stadtbild beeinflussten.

#### Militärische Anlagen

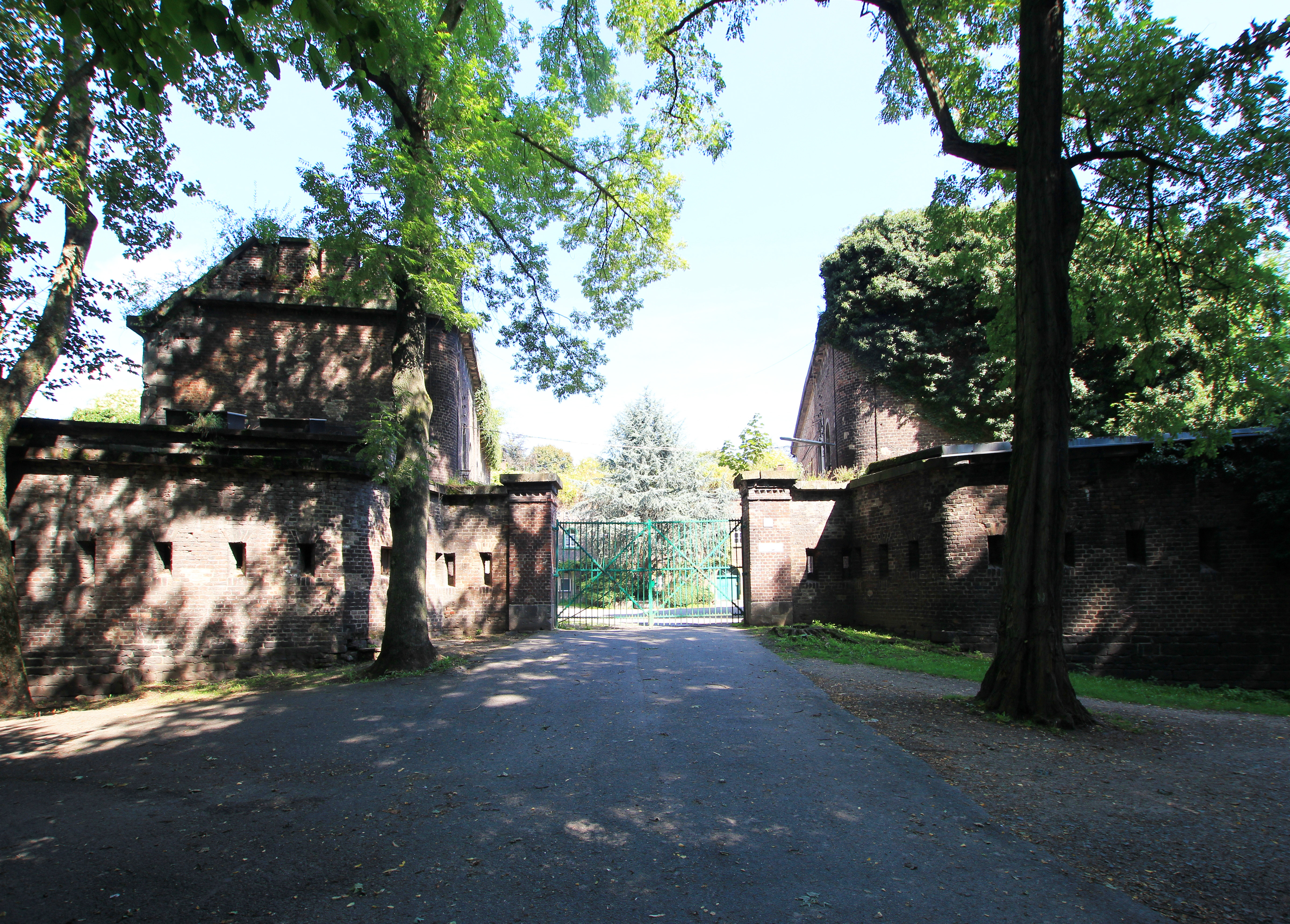
Eingang des nach Prinz Wilhelm von Preußen benannten Forts X

Nach 1815 wurden im Bereich des späteren Agnesviertels vier Bauwerke des Festungsrings Köln errichtet, die aus drei Forts und einer Lünette bestanden.
Zu diesen Anlagen gehörte der an der Krefelder Straße, bis zur Stadterweiterung Ossendorfer Straße in Höhe der heutigen Inneren Kanalstraße gelegene Fort IX (Prinz Friederich der Niederlande). Dessen Lage verursachte wegen seiner Einbeziehung in den Festungsgürtel einen Knick im Verlauf der später entstehenden äußeren Wallstraßen, an dem dort von Stadtbaumeister Stübben geplanten und 1889 (Fluchtlinienplan 38 und 40) für die Kölner Neustadt beschlossenen Krefelder Wall. Fort IX wurde in den Jahren 1912/13 abgebrochen.
Das als Denkmal erhaltene, nach Prinz Wilhelm von Preußen benannte Fort X wurde zwischen 1819 und 1825 erbaut. Es verblieb 1881 in preußischem Militärbesitz und wurde ebenfalls Teil der neuen, zu dieser Zeit äußeren Umwallung. Es lag an dem als Allee geplanten und abschließend im Juli 1899 benannten Neusser Wall und ging dann wie die übrigen Militäranlagen dieser Befestigungskette im Jahr 1907 in städtischen Besitz über. Als solche wurde das Fort als eine der am besten erhaltenen Anlagen des preußischen Militärs in einer unter Gartendirektor Fritz Encke großzügig gestalteten Parkanlage integriert.
Auch das Fort XI, die auch als Riehler Schanze bezeichnete Anlage, blieb 1881 vorerst im Besitz des Militärs. Das Fort bildete als nördliches Pendant des Fort I, der Rheinschanze, den Abschluss der damaligen Umwallung.
Ein Teilabbruch des Forts soll 1912 vorgenommen worden sein, eine Fotografie des Jahres 1911 zeigt noch eine hufeisenförmige Anlage. Sie war etwas tiefer gelegen und wurde zu dieser Zeit vor einem im Hintergrund erkennbaren Vergnügungspark abgebildet, von dem sie durch einen Baumgürtel getrennt war. Erkennbar sind Teile des Kernwerks aus Ziegelmauerwerk. Der Innenhof zeigt im Halbrund zur Außenseite hin zwei- und dreigeschossige Bauwerke, deren Innenhofseiten mit hohen Rundbogenfenstern versehen waren. Ein hoher Rundturm überragte das von umlaufenden Balustraden gesicherte Festungsplateau der Anlage. Der inneren Umfassungsmauer schloss sich der Kehlgraben mit seiner äußeren Mauer an.
Die damalige, an der heutigen Kreuzung Weißenburg - (erst 1892 als solche unter Bezug auf die preußische Militärgeschichte benannt) und der Hülchrather Straße (als solche 1895 benannt) gelegene Lünette VII wurde spätestens, außer vereinzelt gewerblich genutzten Anlagen in der Südstadt, um 1911 gesprengt.
Schon wenige Jahre nach der Fertigstellung der neuen äußeren Befestigung fanden zwischen der Stadt Köln und dem preußischen Militärfiskus langjährige Verhandlungen statt, die im Jahr 1907 zum Erwerb des Geländes und seiner Anlagen des inneren Festungsringes für rund 25,5 Millionen Mark (inklusive der rechtsrheinischen Anlagen) führten.
Nach der Auflösung des inneren Befestigungsringes, den die äußeren Anlagen entlang des Militärringes ersetzt hatten, war der städtische Beigeordnete Carl Rehorst mit den Planungen zur Umgestaltung des obsolet gewordenen Militärgeländes befasst worden. Seine Vorgaben wurden in der Folge unter Gartendirektor Fritz Encke durchgeführt, der damit auch die Nordstadt mit den Anfängen eines Inneren Grüngürtels verband.

Fortifikatorische Entwicklung der Stadt Köln
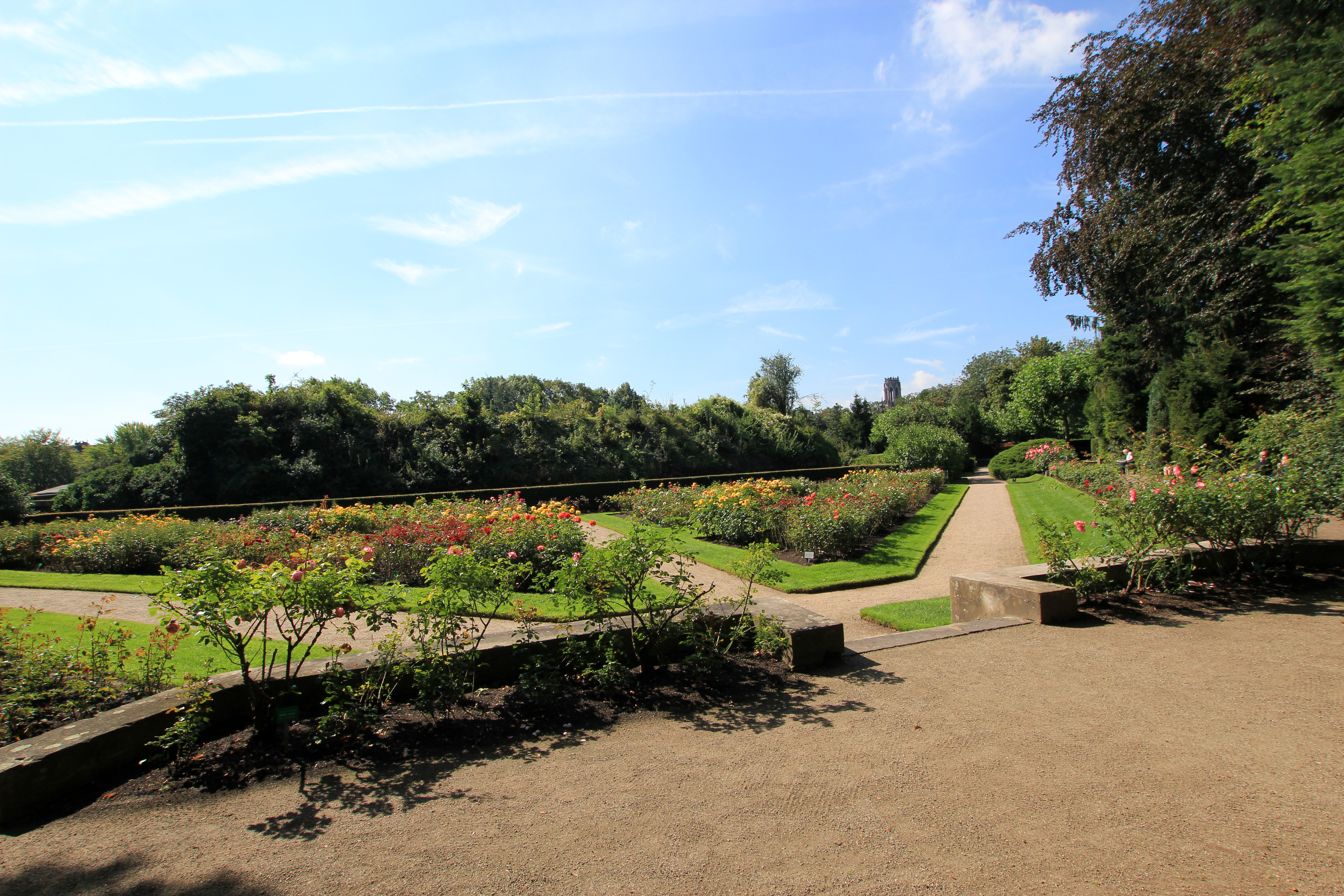
Rosengarten Fort X

#### Hafen
1811 wurde dort, wo sich heute der Park zwischen den Straßen des Theodor-Heuss-Ring erstreckt, ein Sicherheitshafen angelegt.

#### Baumeister
Diese Architekten der nachfranzösischen Zeit waren nach Peter Schmitz, der schon während der Kantonalverwaltung als „Architecte de ville“ bezeichnet worden war, jedoch am desolaten Zustand der Stadt wegen fehlender Mittel wenig ändern konnte, ab 1822 offiziell Johann Peter Weyer, der über 20 Jahre im Dienst der Stadt tätig war und 1844 durch Bernhard Wilhelm Harperath abgelöst wurde. Dessen Nachfolger wurde nach Harperaths Tod im Jahr 1864 Julius Carl Raschdorff. Dieser war bereits seit 1854 als zweiter Baumeister für den Hochbau zuständig, nachdem eine Aufteilung des Bauamtes infolge des beginnenden Baubooms stattgefunden hatte, und arbeitete mit Harperath zusammen. Raschdorff blieb bis 1872 für die Stadt tätig und übergab sein Amt an Hermann Weyer, der es als städtischer Architekt bis zum Jahr 1889 führte und dann durch Friedrich Carl Heimann abgelöst wurde. Auch Heimann schuf schon in den in ihrer Bebauung dichter werdenden, noch nicht eingemeindeten Vorstadtbezirken repräsentative Bauwerke, jedoch war sein Nachfolger, der dann als Stadtbaumeister berufene Baurat Josef Stübben, derjenige, der zwischen 1881 und 1898 maßgeblich den Stadtgürtel der Neustadt Kölns plante und somit auch das Entstehen und die Gestaltung des Agnesviertels beeinflusste.

### Gründerzeit

Stadtplan 1888
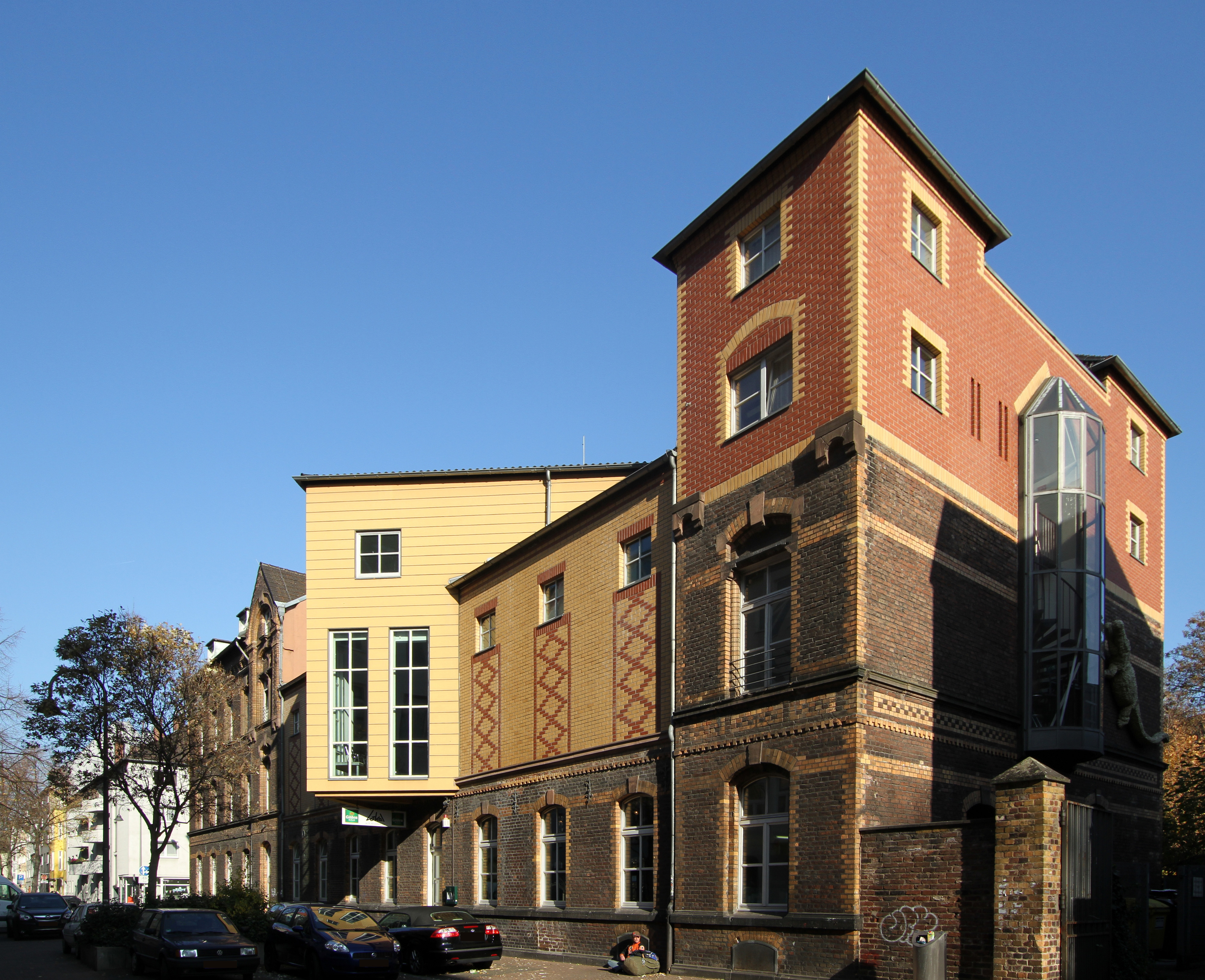
Alte Feuerwache, erbaut um 1890
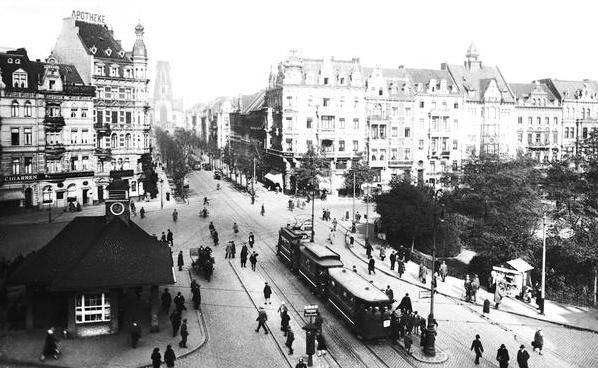
1910: Blick vom Deutschen Platz in die Neusser Straße

1839 begann die Rheinische Eisenbahn-Gesellschaft mit dem Bau der Strecke von Köln über Düren nach Aachen; durch die Verlängerung nach Belgien entstand 1843 die weltweit erste grenzüberschreitende Eisenbahnstrecke. Dafür wurde etwa an der heutigen Straße An der Münze der Bahnhof Am Thürmchen errichtet. 1855 eröffnete die Cöln-Crefelder Eisenbahn-Gesellschaft das erste Teilstück bis Neuss; in Köln endete die Strecke neben dem Bahnhof der Rheinischen Eisenbahn.
Ab der Mitte des 19. Jahrhunderts begann eine Epoche, die als Gründerzeit bezeichnet wird und in der die Stadt einen stetigen wirtschaftlichen Aufschwung erlebte. Die durch Industrielle getätigten Investitionen schufen Arbeitsplätze in Fabriken und Kleinbetrieben. Entstandene Eisenbahnverbindungen förderten den Absatz und Reiseverkehr. Die attraktiv gewordene, in ihrer Ringmauer eingeengte Stadt wuchs ständig weiter an.
Der allgemeine Aufwärtstrend gipfelte in dem für Deutschland günstig verlaufenen Krieg von 1870/71, der immense Reparationsleistungen Frankreichs an den preußischen Staat brachte und auch die Finanzlage der Kommunen verbesserte. 1881 beschloss der Rat, für 12 Millionen Mark das Areal der Stadtmauer zu kaufen und leitete mit diesem Entschluss die überfällig gewordene Stadterweiterung ein. Sie gab damit den ansässigen Unternehmen eine Perspektive und eröffnete ihnen die Möglichkeit zur Expansion.
In dieser Zeit begannen auch die Planungen, für die Gebiete der angestrebten Eingemeindungen eine entsprechende Infrastruktur zu schaffen.

#### Architekten und Wohnungsbau
In der nachfranzösischen Zeit waren nach Angaben des ehemaligen Architekten und Konservators der Stadt, Hans Vogts, Johann Peter Weyer und Mathias Biercher die Architekten und Baumeister, die maßgeblich das damalige Kölner Bauwesen beeinflussten. Hierbei soll sich Weyer bis zu seinem Ausscheiden 1844 als treibende Kraft sowie als Planer und Organisator der Stadtentwicklung gezeigt haben, wogegen Biercher als Stadtverordneter der politisch agierende war, der schon während der 1830er und weiter in den 40er und 50er Jahren seine Einflussmöglichkeiten weiter nutzte. Die in dieser Zeit entstehenden, die Bebauung der neuen Straßen komplettierenden Wohnhäuser waren in der Regel schlichte Bauwerke, die lediglich ebenso schlichte Wohnansprüche befriedigen konnten. Sie entsprachen einem allgemein in der rheinischen Region üblichen Baustil eines dreigeschossigen Drei- oder Vierfensterhauses mit gelegentlich angebauten Seitenflügeln, bewahrten aber den für die Bewohner überschaubaren Charakter des ursprünglichen Einfamilienhauses.
Nach den Angaben von Vogts sind jedoch Wohnbauten aus der ersten Hälfte des 19. Jahrhunderts bis auf Mauerreste am Römerturm und einer schmalen Hausfassade in der Lintgasse der Altstadt heute nicht mehr erhalten.
Bevölkerungswachstum, entstehende Arbeitsplätze und die auch im Kölner Raum einsetzende Industrialisierung bewirkten, dass auch die Bauwirtschaft enorme Zuwächse verzeichnen konnte. Die verstärkte Nachfrage an Wohnraum führte zur Gründung von Wohnungsbaugenossenschaften, die in der Lage waren, in großem Stil Mietshäuser zu errichten. Einige der auf diesem Sektor tätigen Architekten sind aus den historischen Quellen der Stadt bekannt.
Beispielsweise anzuführen ist der Architekt Johann Jacob Claasen. Der seit 1846 in Köln lebende Claasen war Schüler von Ernst Friedrich Zwirner und befasste sich neben der Ausarbeitung städtischer Aufträge (Restaurierungen Gürzenich und Haus Mühlens) ab 1846 vornehmlich mit Planungen der Privatwirtschaft im Wohnungsbau der aufstrebenden Stadt.
Ebenso war es der an der Riehler Straße 13 in seiner Villa wohnende Heinrich Krings, der nach seinem Studium in seiner Heimatstadt Köln als Architekt tätig wurde und sich im Zusammenhang mit der projektierten „Neustadt“ dem Wohnungsbau zuwandte.

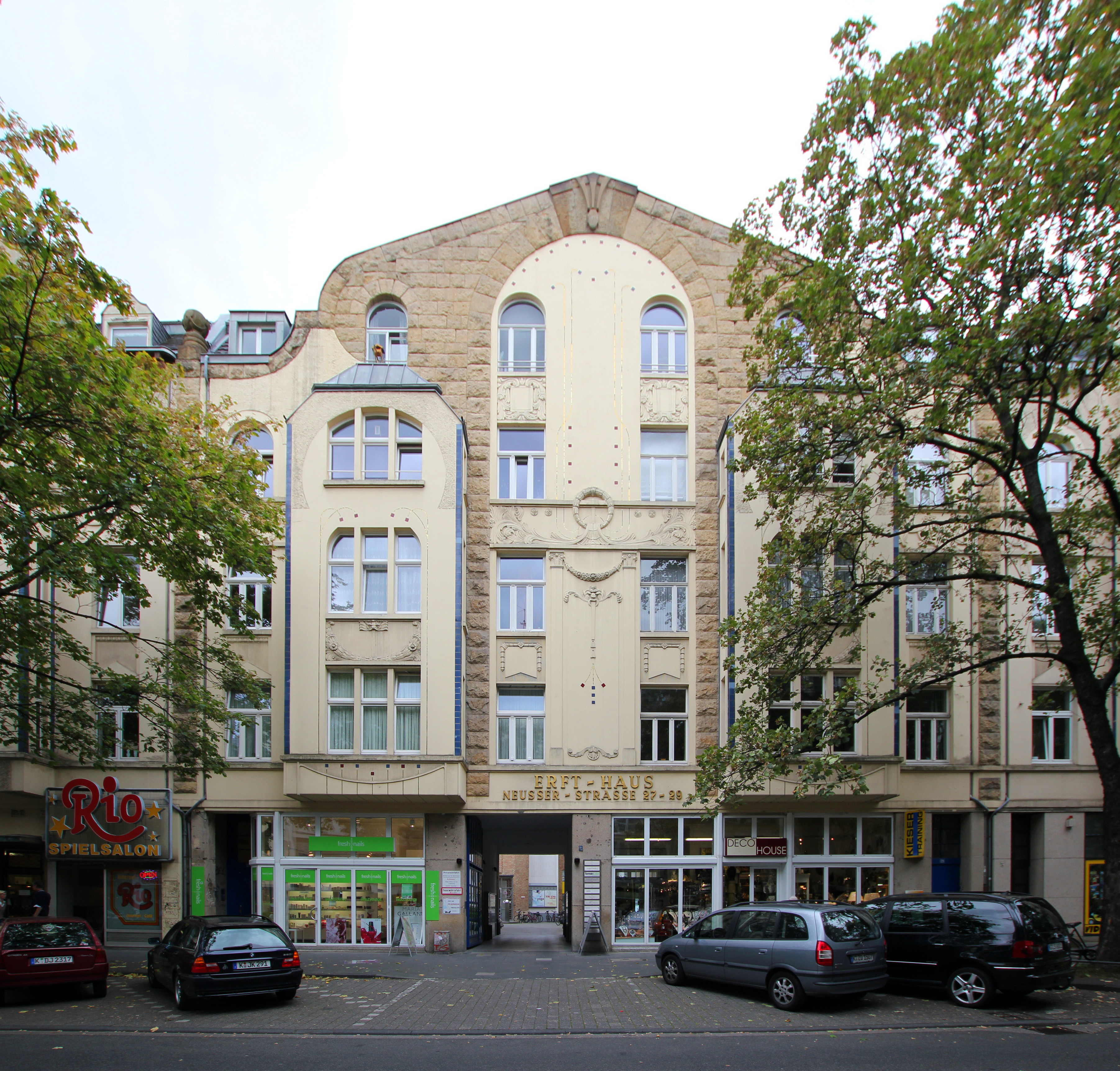
Neusser Straße 27, erbaut um 1905
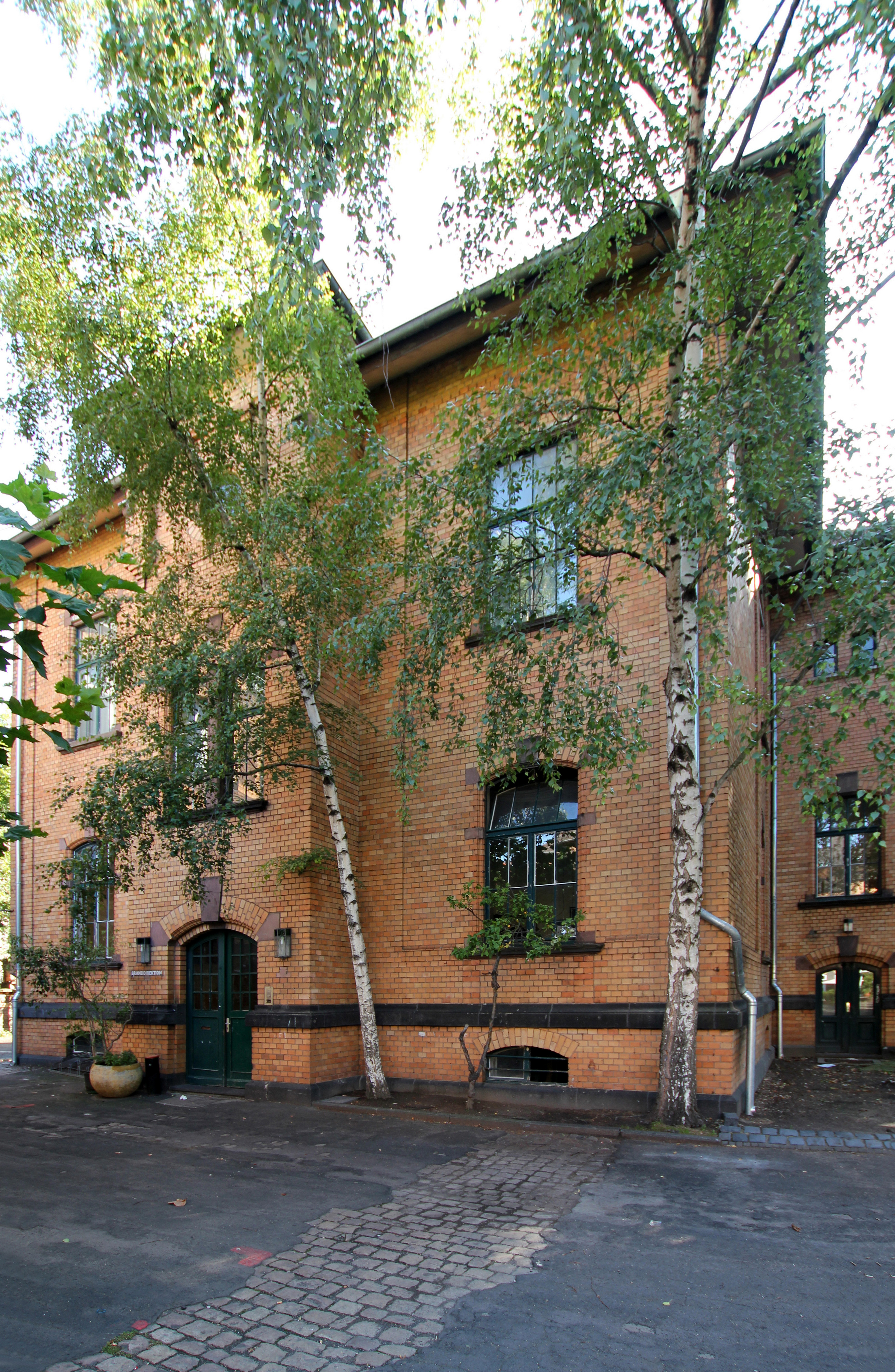
Melchiorstraße 3, erbaut um 1890
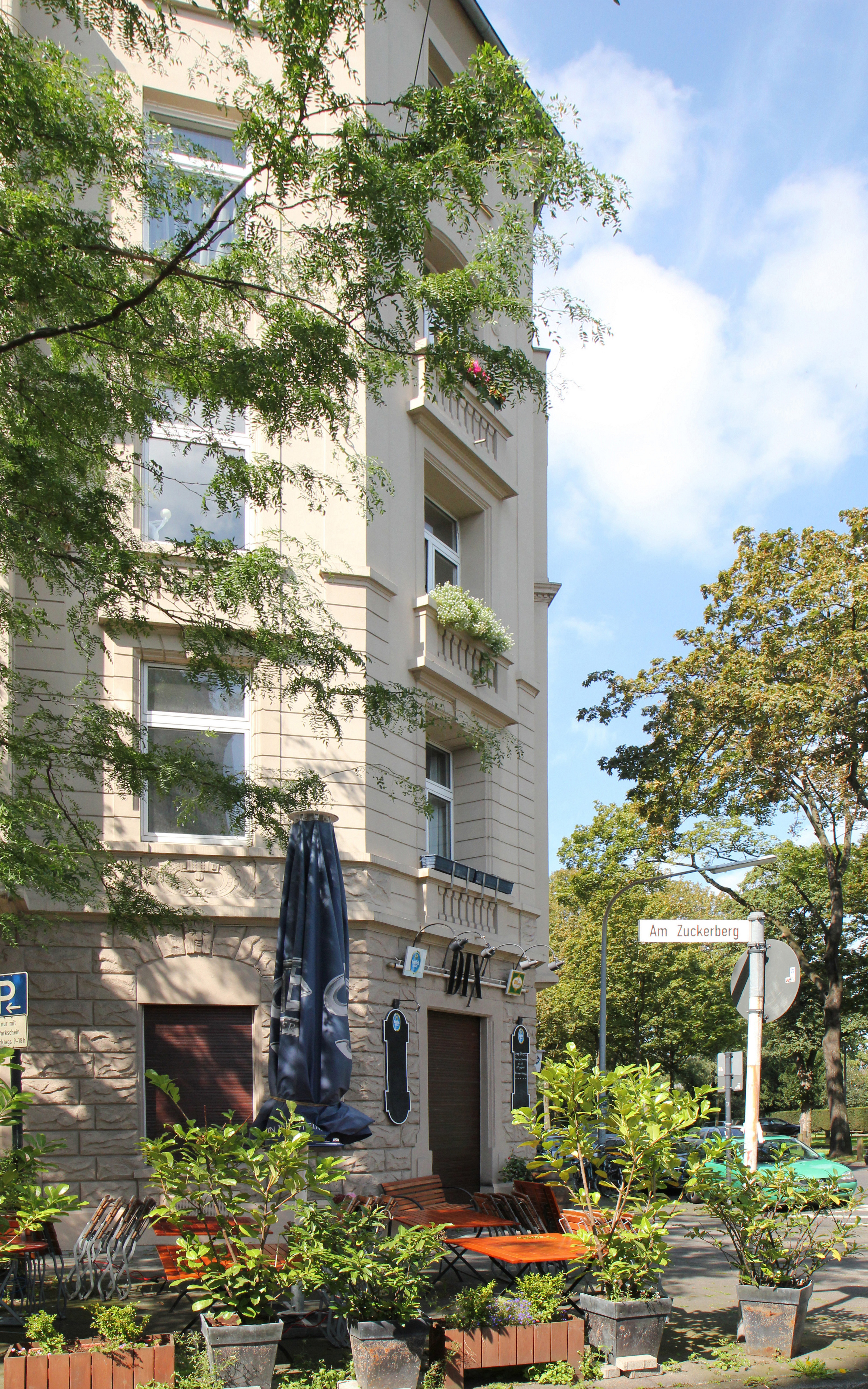
Am Zuckerberg 9, erbaut um 1906
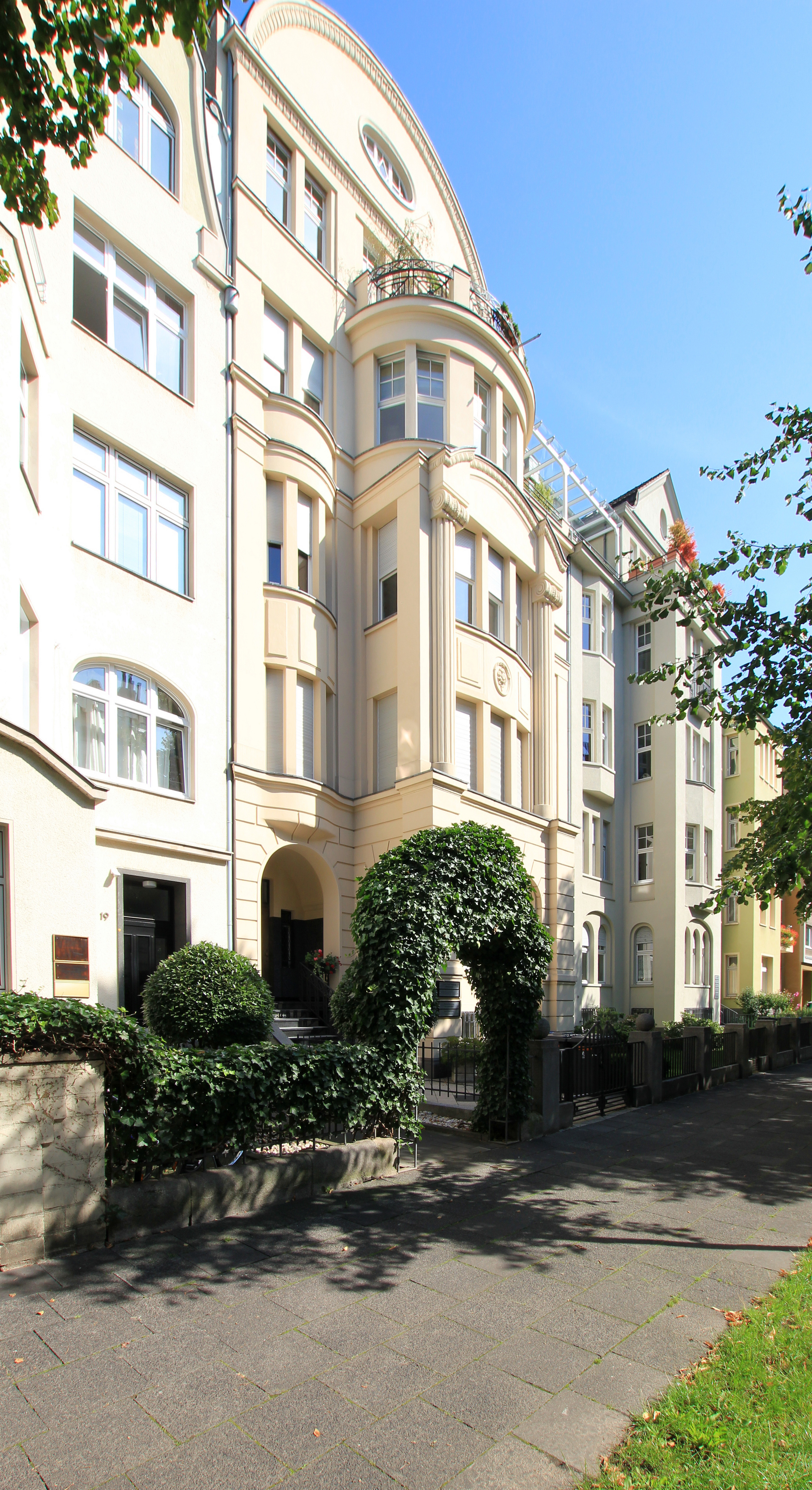
Blumenthalstraße 21, erbaut um 1911

Am Ende des 19. Jahrhunderts im Zuge der Stadterweiterung, die mit der Niederlegung der historischen Stadtmauer ihren Beginn nahm, entstanden an den Randzonen der Neustadt auch Wohnbauten der gehobenen Klasse. Es war unter anderen das Architekturbüro „de Voss & A. Müller“, durch dessen Entwürfe dort zahlreiche noble Villen entstanden. Der seit den 1890er Jahren als Privatarchitekt in Köln tätige Theodor Roß hatte sich auf Sakralbauten spezialisiert, wechselte jedoch ab 1913 in die Sparte Wohnungsbau und wurde unter anderem für den Kölner Erbbauverein tätig.
Das durch eine Vielzahl an der Stadtentwicklung beteiligter Architekten entstandene Kaleidoskop der Stilrichtungen dieser Epoche zeigte sich in den Hausfassaden der neuen Bauwerke. Die Entfremdung von heimischem Baustil fand aber, wie Hans Vogts in seinem Werk über das „Kölner Wohnhaus“ resignierend anmerkte, in ganz Deutschland statt. Der später von den Kölner Architekten nach Berliner und Pariser Muster praktizierte Etagenhausstil mit abgeschlossenen Mietwohnungen verdrängte nach Vogts die letzten Reste überlieferter Baukunst.

### Entstehung der Neustadt
Entstanden ist die Neustadt nach den Plänen von Josef Stübben. Nach dem Abriss der mittelalterlichen Stadtmauer und der vorgelagerten Wallanlagen ab 1880 wurde wenige Meter vor dem Verlauf der Mauer ein Prachtboulevard gebaut, der die ganze Altstadt halbkreisförmig umschließt.
Nach außen begrenzte der innere Festungsgürtel die Stadterweiterung. Auf die Innenseite dieses Festungsgürtels wurde die Eisenbahn verlegt. Bereits vor dem Ersten Weltkrieg wurde die neue innere Stadtumwallung aufgegeben, schließlich die Festung Köln in Folge des Friedensvertrags von Versailles geschleift. Dadurch konnten weite Teile des ehemaligen Festungsgürtels zu einer durchgehenden Grünanlage umgestaltet werden, dem Inneren Grüngürtel.
Geplant war die Neustadt überwiegend als Wohnviertel für die gutbürgerliche und gehobenere Bevölkerung. Der Trend der wohlhabenderen Bürger, sich am Stadtrand freistehende Villen mit umgebenden Gärten zu bauen, kam erst etwa zwei Jahrzehnte später auf. Insgesamt währte die Bauzeit der Neustadt bis in die 1920er Jahre, wobei der größte Teil bis etwa 1910 fertiggestellt war.
Gemäß dem Charakter des ganzen Bauprojekts wurden von den Konfessionen entsprechende Kirchengebäude gebaut. Oft entstanden diese an städtebaulich herausgehobenen Plätzen. Sie sind oft Markierungen für die Sichtachsen innerhalb des gradlinig/sternförmigen Straßennetzes.

### Fortschritt der Bebauung
Die erste Straße im Agnesviertel war die Sudermanstraße. Außerdem besitzt das Viertel eine Feuerwache und ein Dreikönigsviertel rund um die Feuerwache. 1902 gab es eine Kirche im Kappesfeld, der Pfarrer wohnte mangels Pfarrhaus zur Miete in der Lupusstraße.

## Sehenswertes
Kirchen
- St. Agnes, Baukosten ca. 650.000 Mark

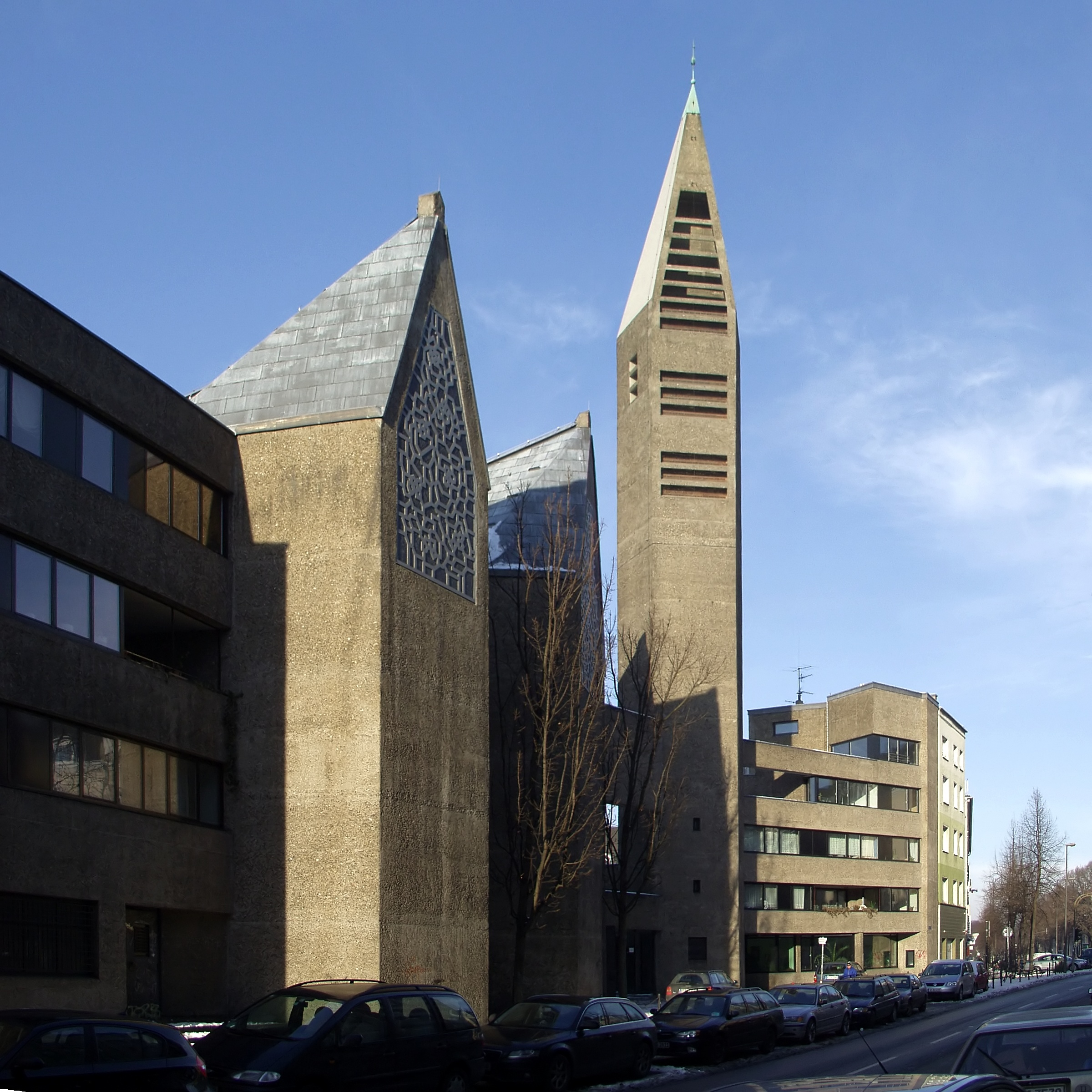
St. Gertrud

- St. Gertrud, durch Gottfried Böhm 1960 entworfen und in den Jahren 1962 bis 1965 erbaut.
- Thomaskirche

Denkmäler
- Zu den im Agnesviertel verlegten Stolpersteinen siehe Liste der Stolpersteine im Kölner Stadtteil Neustadt-Nord
- Liste der Baudenkmäler im Kölner Stadtteil Neustadt-Nord

## Infrastruktur
Behörden

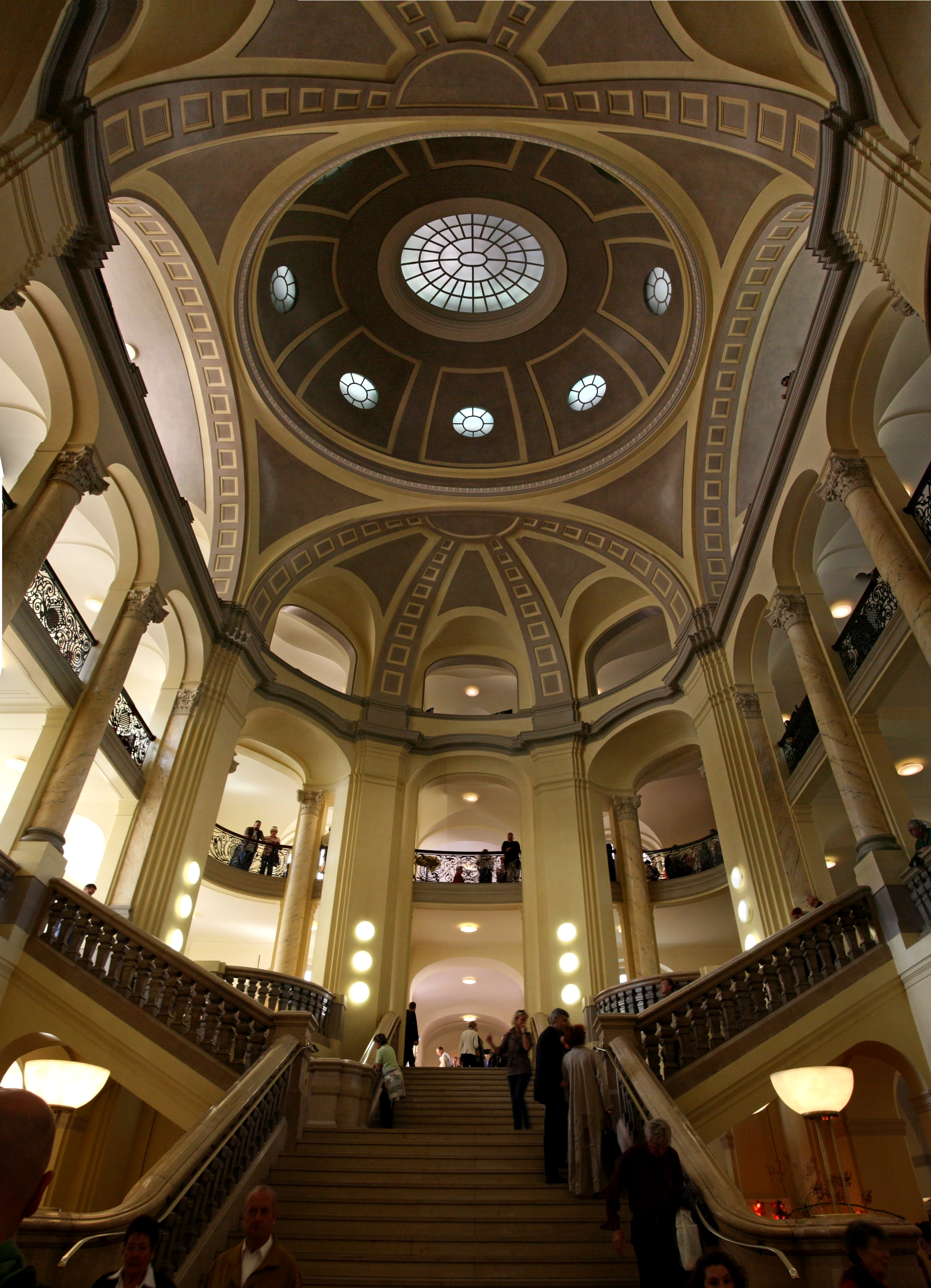
Treppenhaus des Oberlandesgerichts

- Oberlandesgericht am Reichenspergerplatz, neubarocker Justizpalast, erbaut 1907 bis 1911.
- Landesarbeitsgericht und Arbeitsgericht Köln
- Oberfinanzdirektion Nordrhein-Westfalen
- Finanzamt Köln-Nord

Fort X
- Hilde-Domin-Park Rosengarten als Oase der Ruhe

Lentpark
- Lentpark, vormals Eis- und Schwimmstadion Köln

Brauereien
- Hansa Brauerei, Krefelder Straße 36

Verkehr
- U-Bahnhof Ebertplatz August 1974 eröffnet
- U-Bahnhof Reichenspergerplatz

| Straßen - Drei-Königs-Viertel: Balthasarstraße, Melchiorstraße, Kasparstraße - Heilige: Lupusstraße, Ewaldistraße - Märtyrer: Nikolaus-Groß-Straße, Bernhard-Letterhaus-Straße, Prälat-Oto-Müller-Platz - Napoleon-Kriege - Kölner Familien | Radiale - Krefelder Straße - Neusser Straße - Niehler Straße - Riehler Straße (Zoologischer Garten verzeichnet auf Topografischer Karte des Landkreises Köln, 1862; Kölner Zoo, gegründet 1860) - Konrad-Adenauer-Ufer (* Trankgassenwerft) | Tangentiale - Hansaring/Ebertplatz/Theodor-Heuss-Ring - Schillingstraße/Sedanstraße - Balthasarstraße - Weißenburgstraße/Wörthstraße - Blumenthalstraße/Worringer Straße - Krefelder Wall/Neusser Wall/Elsa-Brändström-Straße - Innere Kanalstraße | Plätze - Prälat-Otto-Müller-Platz - Neusser Platz (an dem zehn Straßen münden) - Ebertplatz - Reichenspergerplatz - Riehler Platz - Sudermanplatz |

## Bevölkerung
Prominente Bürger
- Otto Müller (1870–1944), katholischer Priester und Widerstandskämpfer im Kölner Kreis
- Bernhard Letterhaus (1894–1944), Widerstandskämpfer im Kölner Kreis (stammte aus dem Agnesviertel)
- Nikolaus Groß (1898–1945), Gewerkschaftler und Widerstandskämpfer im Kölner Kreis (stammte aus dem Agnesviertel)
- Vilma Sturm (1912–1995), lebte ab 1954 in der Merlostraße
- Heinrich Böll (1917–1985), lebte in den 1970er Jahren mit seiner Familie in der Hülchrather Straße[24]
- Carola Stern (1925–2006), gründete mit Gerd Ruge in Köln die deutsche Sektion von Amnesty International mit Hauptbüro in der Domstraße[25]
- Günther Kaußen (≈1928–1985), Immobilienunternehmer, besaß über 35.000 Altbauwohnungen in Deutschland und lebte in der Neusser Straße
- Gerhart Baum (1932–2025), ab 1952 in Köln ansässig, lebte seit den 1960er Jahren als Bundesvorsitzender der Jungdemokraten und Ratsherr von Köln[26] bis Herbst 1980 in der Inneren Kanalstraße[27]
- Richard Rogler (1949–2024), seit 1977 in Köln, lebte im Agnesviertel[28][29]
- Frank Schätzing (* 1957)

Wahlergebnisse
- Wähler, Stimmbezirke: 10406 bis 10414 bei der Bundestagswahl 2021[30]

Grüne: 40,3 %, SPD: 23,1 %, CDU: 13,4 %, FDP: 7,6 %, Übrige: 15,6 %